# Tiếng Yaghnob

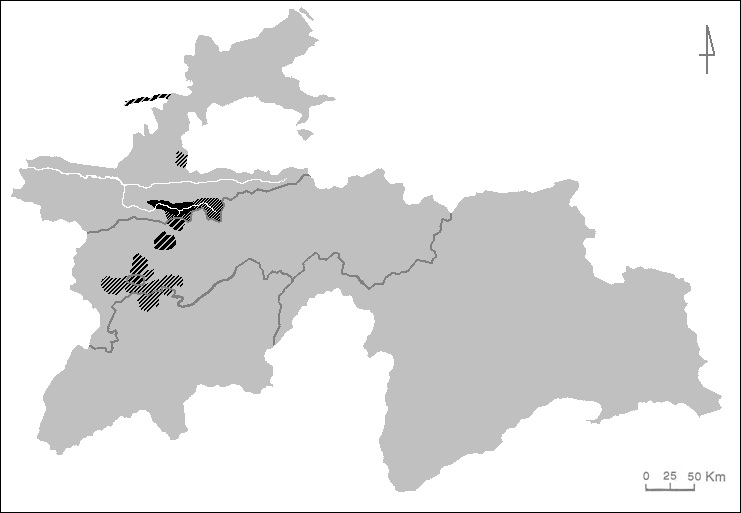
Khu vực có người nói tiếng Yaghnob

Tiếng Yaghnob là một ngôn ngữ Iran Đông nói trong thung lũng thượng lưu sông Yaghnob ở vùng Zarafshan của Tajikistan. Đây là ngôn ngữ của người Yaghnob và là hậu thân của tiếng Sogdia (trong nghiên cứu hàn lâm đôi khi được gọi là tiếng Tân Sogdia). Có khoảng 12.500 người nói Yaghnob, chia ra làm nhiều cộng đồng. Nhóm lớn nhất sống tại Zafarobod. Làng Zumand, Kůkteppa và thủ đô Dushanbe cũng có người nói tiếng Yaghnob. Ngoài ra, còn có một phận tái cư về thung lũng Yagnob.
Hầu hết người nói tiếng Yaghnob cũng song ngữ tiếng Tajik. Tiếng Yaghnob đóng vai trò ngôn ngữ giao tiếp thường ngày trong nhà, còn tiếng Tajik là ngôn ngữ trong buôn bán và thủ tục hành chính.
Tiếng Yaghnob có hai phương ngữ chính: tây và đông. Hai phương ngữ khác nhau chủ yếu ở ngữ âm-âm vị học. Ví dụ, âm *θ trong lịch sử trở thành t trong phương ngữ tây và s trong phương ngữ đông: met – mes 'ngày', bắt nguồn từ mēθ ⟨myθ⟩ tiếng Sogdia. ay phương ngữ tây ứng với e phương ngữ đông: wayš – weš 'cỏ', bắt nguồn từ wayš ~ wēš ⟨wyš⟩ tiếng Sogdia. Cụm phụ âm tiếng Sodgia cổ θr (về sau trở thành ṣ̌ trong tiếng Sogdia viết) trở thành sar ở phương ngữ đông, tir ở phương ngữ tây: saráy – tiráy 'ba', bắt nguồn từ θrē/θray ⟨δry⟩ tiếng Sogdia. Hai phương ngữ còn có vài khác biệt ở đuôi động từ và từ vựng. Ngoải ra, còn có một phương ngữ "chuyển tiếp" mang đặc điểm của cả hai.